# Olibrinus tomiokaensis
Olibrinus tomiokaensis är en kräftdjursart som först beskrevs av Nunomura 1986.  Olibrinus tomiokaensis ingår i släktet Olibrinus och familjen Olibrinidae. Inga underarter finns listade i Catalogue of Life.